# كلية الهندسة الكهربائية في حلب
كانت كلية الهندسة الكهربائية والإلكترونية في جامعة حلب جزءاً من كلية الهندسة والتي تعتبر نواة جامعة حلب حيث تأسست كلية الهندسة عام 1946، أي قبل إعلان تأسيس جامعة حلب عام 1958، حيث كانت الكلية جزءاً من الجامعة السورية التي تسمى اليوم جامعة دمشق.
في عام 1982 جرى تقسيم كلية الهندسة إلى ثلاث كليات مستقلة هي: (كلية الهندسة المدني)، و(كلية الهندسة المعمارية)، و(كلية الهندسة الميكانيكية والكهربائية)، ثم تقسيم الأخيرة إلى كليتين جديدتين هما: (كلية الهندسة الميكانيكية)، و(كلية الهندسة الكهربائية والإلكترونية) وذلك عام 1983. مدة الدراسة في الكلية هي خمس سنوات، لنيل درجة الإجازة في الهندسة.

## أقسام الكلية
يوجد في الكلية الأقسام التالية: هندسة الاتصالات، هندسة الحواسيب، هندسة النظم الالكترونية، هندسة ميكاترونيك، هندسة القدرة، هندسة القيادة الكهربائية، هندسة التحكم والاتمتة،.وأنشئت في العهد القديم ولكن جرى ترميمها حديثا.

## إدارة الكلية
يعتبر «عميد كلية الهندسة الكهربائية» رأس الهرم الوظيفي، وقد تعاقب على العمادة كل من:
- د. علي عادل كيالي (1983 - 1985)
- د. ميشيل حلاق (1985 - 2000)
- د. فؤاد شكري كردي (2000 - 2002)
- د. احمد قصي كيالي (2002- 2007)
- د. إلياس طوشان (2007 - 2009)
- د. لؤي شاشاتي (2009 - 2012)
- د. خلف العبد الله (2012 - 2015)
- د. مالك العلي (2015 - 2019)
- د. عبد القادر جوخدار (2019 -2022)
- د.م عماد الروح حتى الان

## مخابر الكلية
- مخبر تحليل الشبكات الكهربائية
- مخبر التوتر العالي
- مخبر أسس الهندسة الكهربائية
- مخبر القياسات الكهربائية
- مخبر الآلات الكهربائية
- مخبر محطات الطاقة
- مخبر الفيزياء
- مخبر الإلكترونيات الضوئية
- مخبر هندسة الاتصالات
- مخبر التحكم الآلي
- مخبر الحاسبات
- مخبر التلفزيون
- مخبر الأمواج المكروية
- مخبر الدارات التكاملية
- مخبر البحث العلمي
- مخبر الإلكترونيات الدقيقة للبحث العلمي
- مخبر بحوث الاتصالات
- مخبر البرمجة
- مخبر الآلات الحاسبة
- مخبر الطاقة الشمسية
- مخبر الهوائيات
- مخبر شبكات الحاسب
- مخبر الاتصالات الرقمية
- مخبر الإلكترونيات الصناعية
- مخبر القيادة الكهربائية
- مخبر أنظمة التحكم
- مخبر أنظمة الميكاترونيكس